# Vahidski Sultanat Haban
Vahidski Sultanat Haban (arapski: سلطنة الواحدي حبان ) ili samo Vahidi Haban (engleski: Wahidi Haban), prostirao se na istoku britanskog Protektorata Aden uz obale Indijskog oceana i unutrašnjost Istočnog Jemena. Danas je teritorij ovog bivšeg sultanata dio jemenske muhafaze Šabve.

## Povijest sultanata
Vahidski Sultanat Haban nastao je kao rezultat podjele starog plemenskog Vahidskog (Wahidi) sultanata 1830. godine, u četiri sultanata; Vahidski sultanat Azzan, Vahidski Vilajet Bir Ali, Vahidski Sultanat Haban i Vahidski Sultanat Balhaf.
Vahidski Sultanat Haban potpisao je neformalni sporazum o zaštiti s Britanijom 1888. godine i postao dio Protektorata Aden, sve do 1917., on je bio dio Zapadnog Adenskog protektorata od 1917. – 1937. a potom Istočnog Adenskog Protektorata (1937. – 1961.). 
Sultan Abdallah Umar, koji je na čelo Vahidskog sultanata Balhaf, stupio 1881., uspio je iste godine 4. svibnja 1881. ujediniti Vahidske sultanate; Balhaf i Azzan, nakon toga je Vahidskom sultanatu Balhaf pristupio i Vahidski Vilajet Bir Ali 1961. godine.
Potom su se sultanati; Balhaf i Haban ujedinili kao posljednji 23. listopada 1962. i time je prestao postojati Sultanat Haban, a novi sultanat je nazvan kao stari povijesni Vahidski sultanat.
Posljednji sultan bio je Husayn ibn Abd Allah Al Wahidi, koji je razvlašćen 1967. kad je ukinut Vahidski sultanat, te osnovana Narodna Republika Južni Jemen, koja se ujedinila s Sjevernim Jemenom 22. svibnja 1990. u današnju državu Republiku Jemen.

## Sultani Vahidskog sultanata Haban
- al-Husayn ibn Ahmad al-Wahidi, 1830. – 1840.
- Abd Allah ibn al-Husayn al-Wahidi, 1850. – 1870.
- Ahmad ibn al-Husayn al-Wahidi, 1870. – 1877.
- Salih ibn Ahmad al-Wahidi, 1877. - svibanj 1881.
- bez vladara, svibanj 1881. - siječanj 1885.
- Nasir ibn Salih al-Wahidi, siječanj 1885. – 1919.
- al-Husayn ibn `Ali al-Wahidi, 1919. – 1962. (od 1962. nastavlja vladati kao podređeni vladar)[1]